# Mitane, Akita
Mitane (三種町 Mitane-chō) là thị trấn thuộc huyện Yamamoto, tỉnh Akita, Nhật Bản. Tính đến ngày 1 tháng 10 năm 2020, dân số ước tính thị trấn là 15.254 người và mật độ dân số là 62 người/km2. Tổng diện tích thị trấn là 247,98 km2.